# Specie di Chenopodium
Elenco delle specie di Chenopodium.

I nomi comuni in italiano sono evidenziati in grassetto accanto al nome scientifico.

## A
- Chenopodium acerifolium Andrz.

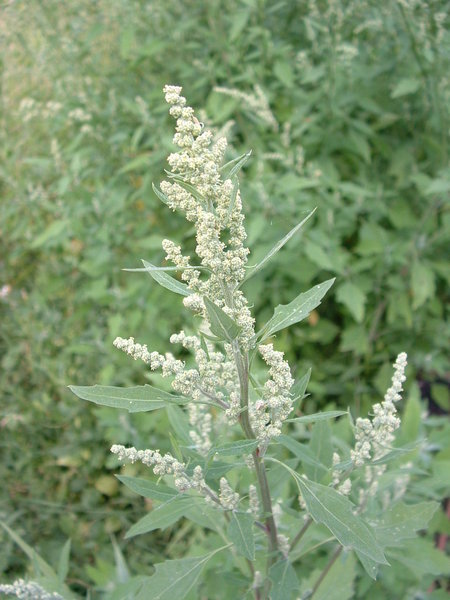
Chenopodium album

- Chenopodium aciculare (Paul G.Wilson) S.Fuentes & Borsch
- Chenopodium acuminatum Willd.
- Chenopodium adpressifolium Pandeya & A.Pandeya
- Chenopodium albescens Small
- Chenopodium album L. - farinello comune
- Chenopodium allanii Aellen
- Chenopodium atripliciforme Murr
- Chenopodium atrovirens Rydb.
- Chenopodium aureum Benet-Pierce
- Chenopodium auricomiforme Murr & Thell.
- Chenopodium auricomum Lindl.
- Chenopodium ayare Toro Torr.

## B
- Chenopodium baccatum Labill.
- Chenopodium benthamii Iamonico & Mosyakin
- Chenopodium berlandieri Moq.
- Chenopodium betaceum Andrz.
- Chenopodium × binzianum Aellen & Thell.
- Chenopodium × bohemicum F.Dvorák
- Chenopodium × borbasii Murr (Ch. album × Ch. opulifolium)
- Chenopodium brandegeeae Benet-Pierce
- Chenopodium bryoniifolium Bunge

## C
- Chenopodium candolleanum (Moq.) S.Fuentes & Borsch
- Chenopodium carnosulum Moq.
- Chenopodium chaldoranicum Rahimin. & Ghaemm.
- Chenopodium cordobense Aellen
- Chenopodium cornutum (Torr.) Benth. & Hook.f. ex S.Watson
- Chenopodium × covillei Aellen
- Chenopodium crusoeanum Skottsb.
- Chenopodium cuneifolium Vahl
- Chenopodium curvispicatum Paul G.Wilson
- Chenopodium cyanifolium Pandeya, Singhal & A.K.Bhatn.
- Chenopodium cycloides A.Nelson

## D
- Chenopodium × dadakovae F.Dvořák (C. strictum × C. suecicum)
- Chenopodium desertorum (J.M.Black) J.M.Black
- Chenopodium desiccatum A.Nelson
- Chenopodium detestans T.Kirk
- Chenopodium diversifolium (Aellen) F.Dvořák
- Chenopodium drummondii (Moq.) S.Fuentes & Borsch

## E
- Chenopodium eastwoodiae Benet-Pierce
- Chenopodium eremaeum (Paul G.Wilson) S.Fuentes & Borsch
- Chenopodium eustriatum F.Dvořák

## F
- Chenopodium × fallax (Aellen) F.Dvořák (C. album × C. strictum × C. suecicum)
- Chenopodium ficifoliiforme F.Dvorák
- Chenopodium ficifolium Sm.  - farinello con foglie di fico
- Chenopodium flabellifolium Standl.
- Chenopodium foggii Wahl
- Chenopodium fremontii S. Watson
- Chenopodium frutescens C.A.Mey.
- Chenopodium × fursajevii Aellen & Iljin  (C. album × C. suecicum)

## G
- Chenopodium gaudichaudianum (Moq.) Paul G. Wilson
- Chenopodium giganteum D. Don  - farinello color amaranto
- Chenopodium griseochlorinum F.Dvořák
- Chenopodium grubovii Lomon. & Uotila
- Chenopodium × gruellii Aellen (C. ficifolium × C. suecicum)

## H
- Chenopodium hastatifolium Pandeya & A.Pandeya
- Chenopodium × haywardiae Murr
- Chenopodium hederiforme (Murr) Aellen
- Chenopodium hians Standl.
- Chenopodium hircinum Schrad.
- Chenopodium hoggarense Uotila & C.Chatel.
- Chenopodium howellii Benet-Pierce
- Chenopodium hubbardii Aellen
- Chenopodium × humiliforme (Murr) F.Dvořák (C. album × C. ficifolium × C. strictum)

## I
- Chenopodium iljinii Golosk.
- Chenopodium incanum (S. Watson) A.Heller
- Chenopodium incognitum Wahl
- Chenopodium indicum T.K.Paul
- Chenopodium iranicum (Aellen) Hamdi & Malekloo

## J
- Chenopodium × jedlickae F.Dvořák (C. album × C. ficifolium)
- Chenopodium × jehlikii F.Dvořák (C. ficifolium × C. opulifolium)

## K
- Chenopodium karoi (Murr) Aellen
- Chenopodium khorasanica Hamdi & Malekloo

## L
- Chenopodium lenticulare Aellen
- Chenopodium × leptophylliforme Aellen (C. album × C. pratericola)
- Chenopodium leptophyllum (Moq.) Nutt. ex S.Watson
- Chenopodium leptophyllum (Moq.) Nutt. ex S.Watson
- Chenopodium × linciense Murr (C. album × C. opulifolium × C. strictum)
- Chenopodium lineatum Benet-Pierce
- Chenopodium littoreum Benet-Pierce & M.G.Simpson
- Chenopodium lobodontum H.Scholz
- Chenopodium loureiroi Steud.
- Chenopodium luteorubrum Mandák & Lomon.
- Chenopodium luteum Benet-Pierce

## M
- Chenopodium × mendelii F.Dvořák (C. diversifolium × C. pseudostriatum)
- Chenopodium moquinianum Aellen
- Chenopodium mucronatum Thunb.

## N
- Chenopodium neomexicanum Standl.
- Chenopodium nesodendron Skottsb.
- Chenopodium nevadense Standl.
- Chenopodium nitens Benet-Pierce & M.G.Simpson
- Chenopodium nitrariaceum (F.Muell.) F.Muell. ex Benth.
- Chenopodium novopokrovskyanum (Aellen) Uotila
- Chenopodium nutans (R.Br.) S.Fuentes & Borsch

## O
- Chenopodium oahuense (Meyen) Aellen
- Chenopodium obscurum Aellen
- Chenopodium olukondae (Murr) Murr
- Chenopodium opulifolium Schrad. ex W.D.J.Koch & Ziz  - farinello viburniforme

## P
- Chenopodium pallescens Standl.
- Chenopodium pallidicaule Aellen
- Chenopodium pallidum Moq.
- Chenopodium palmeri Standl.
- Chenopodium pamiricum Iljin
- Chenopodium papulosum Moq.
- Chenopodium parabolicum (R.Br.) S.Fuentes & Borsch
- Chenopodium × paradoxum Mandák (C. ficifolium × C. suecicum)
- Chenopodium parryi Standl.
- Chenopodium petiolare Kunth
- Chenopodium philippianum Aellen
- Chenopodium phillipsianum Aellen
- Chenopodium pilcomayense Aellen
- Chenopodium × podperae F.Dvořák (C. diversifolium × C. strictum)
- Chenopodium polygonoides (Murr) Aellen
- Chenopodium × praeacutum Murr
- Chenopodium pratericola Rydb.
- Chenopodium preissii (Moq.) Diels
- Chenopodium × preissmannii Murr (C. album × C. opulifolium)
- Chenopodium × pseudoleptophyllum Aellen (C. hircinum × C. pratericola)
- Chenopodium × pseudostriatum (Zschacke) Druce (C. album × C. strictum)
- Chenopodium pueblense H.S.Reed

## Q
- Chenopodium quinoa Willd. - quinoa

## R
- Chenopodium × reynieri Ludw. & Aellen (C. album × C. giganteum)
- Chenopodium robertianum Iamonico & Mosyakin
- Chenopodium ruiz-lealii Aellen

## S
- Chenopodium sanctae-clarae Johow
- Chenopodium sancti-ambrosii Skottsb.
- Chenopodium sandersii Benet-Pierce
- Chenopodium santoshei Pandeya, Singhal & A.K.Bhatn.
- Chenopodium scabricaule Speg.
- Chenopodium simpsonii Benet-Pierce
- Chenopodium × smardae F.Dvořák (C. album × C. ficifolium × C. suecicum)
- Chenopodium sonorense Benet-Pierce & M.G.Simpson
- Chenopodium sosnowskyi Kapeller
- Chenopodium spegazzinii F.Dvořák
- Chenopodium spinescens (R.Br.) S.Fuentes & Borsch
- Chenopodium standleyanum Aellen
- Chenopodium stenophyllum (Makino) Koidz.
- Chenopodium striatiforme Murr
- Chenopodium subficifolium (Murr) Druce
- Chenopodium subglabrum (S.Watson) A.Nelson
- Chenopodium suecicum Murr

## T
- Chenopodium tomentosum Thouars
- Chenopodium tonkinense Courchet
- Chenopodium × thellungii Murr (C. opulifolium × C. suecicum)
- Chenopodium tonkinense Courchet
- Chenopodium triandrum G.Forst.
- Chenopodium × tridentinum Murr (C. opulifolium × C. strictum)
- Chenopodium × trigonocarpum Aellen
- Chenopodium trigonon Schult.
- Chenopodium twisselmannii Benet-Pierce

## U
- Chenopodium ulbrichii Aellen
- Chenopodium ulicinum Gand.
- Chenopodium × unarii F.Dvořák (C. album × C. opulifolium × C. pedunculare × C. suecicum)

## V
- Chenopodium × variabile Aellen  (C. album × C. berlandieri var. zschackei)
- Chenopodium vulvaria L.  - farinello puzzolente

## W
- Chenopodium wahlii Benet-Pierce
- Chenopodium watsonii A.Nelson
- Chenopodium wilsonii S.Fuentes, Borsch & Uotila

## Z
- Chenopodium × zahnii Murr (C. album × C. ficifolium)
- Chenopodium zerovii Iljin
- Chenopodium zoellneri Aellen